# Dolobiv, Sambir
Dolobiv (în ucraineană Долобів) este un sat în comuna Novosilkî-Hostînni din raionul Sambir, regiunea Liov, Ucraina.

## Demografie
Componența lingvistică a localității Dolobiv
     Ucraineană (99,47%)
Conform recensământului din 2001, majoritatea populației localității Dolobiv era vorbitoare de ucraineană (99,47%), existând în minoritate și vorbitori de alte limbi.